# Ali Soozandeh
Ali Soozandeh (nascut el 22 de març de 1970), és un animador i cineasta alemany nascut a l'Iran. És conegut sobretot per la pel·lícula d'animació alemanya-austríaca del 2017 Tehran Taboo, que explora els dobles estàndards sexuals i de gènere a l'Iran.

## Primers anys i educació
Soozandeh va néixer a Siraz, Iran. Va estudiar art a Teheran abans d'emigrar a Alemanya el 1995. Després d'emigrar a Alemanya, va rebre un diploma en Disseny de mitjans per la Universitat Tècnica de Colònia. És l'únic membre de la seva família que viu fora de l'Iran.

## Carrera
A Alemanya, Soozandeh va treballar com a especialista en animació en cinema i televisió, dirigint videoclips i altres curtmetratges. i va fundar la seva pròpia empresa, Intaktfilm. També el seu treball en animació va incloure el documental The Green Wave (2010), que va guanyar el premi Grimme-Preis al millor documental. També va produir les seqüències animades de Camp 14: Total Control Zone, un documental de 2012 alemany/sud-coreà de Marc Wiese sobre el camp d'internament de Kaechon, conegut com "Camp. 14", a Corea del Nord.

### Tehran Taboo
El seu primer llargmetratge va ser Tehran Taboo, una pel·lícula d'animació que explora "la vida secreta dels joves a l'Iran que lluiten per expressar la seva sexualitat i abraçar la vida mentre viuen sota el règim teocràtic i opressiu del país". La pel·lícula es va estrenar a la Setmana de la Crítica barra lateral del 70è Festival Internacional de Cinema de Canes al maig de 2017. i es va estrenar amb ressenyes generalment favorables als EUA el febrer de 2018. La pel·lícula ha cridat l'atenció pel seu tema i el seu estil visual, que The Hollywood Reporter ha descrit com "una combinació única de rotoscòpia i captura de moviment amb dibuixat a mà i animació per ordinador".
Soozandeh va dir a HuffPost que la inspiració per a la pel·lícula prové d'una conversa que va escoltar entre dos joves iranians en un tren, sobre les seves experiències amb dones a l'Iran. Un d'ells va parlar d'una prostituta que s'emportava el seu fill quan es trobava amb els clients. L'anècdota sobre la prostituta i el nen va ser el "llamp" que li va fer voler explicar aquesta història, i va ser es va convertir en un dels elements argumentals de Tehran Taboo. El títol va derivar del fet que el sexe era un tema tabú a l'Iran que la gent no se'n permet parlar obertament. La pel·lícula, diu, tracta de "trencar el silenci, trencar tabús". Ha dit que el seu objectiu en fer la pel·lícula era promoure el canvi social al seu país natal.
Com que la pel·lícula no es va poder fer a Teheran, Soozandeh va utilitzar la tècnica de rotoscòpia, que combina l'animació amb imatge real, permetent així que els elements visuals iranians se superposissin a cada escena.